# Dream Dancing (альбом)
Dream Dancing (с англ. — «Танец мечты») — сорок седьмой студийный альбом американской джазовой певицы Эллы Фицджеральд, включающий записи 1972 и 1978 годов, по сути, является переизданием пластинки Ella Loves Cole (1972) с двумя дополнительными треками: «Dream Dancing» и «After You». Студийный номер — Pablo 2310 814.

## Список композиций
Слова и музыка всех песен — Коула Портера, кроме тех случаев, когда указано иначе.
| №                   | Название                                      | Длительность |
| ------------------- | --------------------------------------------- | ------------ |
| 1.                  | «Dream Dancing»                               | 4:02         |
| 2.                  | «I’ve Got You Under My Skin»                  | 3:17         |
| 3.                  | «I Concentrate on You»                        | 4:06         |
| 4.                  | «My Heart Belongs to Daddy»                   | 2:33         |
| 5.                  | «Love for Sale»                               | 4:36         |
| 6.                  | «So Near and Yet So Far»                      | 2:21         |
| 7.                  | «Down in the Depths (On the Ninetieth Floor)» | 3:40         |
| Общая длительность: | Общая длительность:                           | 24:35        |

| №                   | Название                   | Текст песни         | Длительность |
| ------------------- | -------------------------- | ------------------- | ------------ |
| 8.                  | «After You, Who?»          |                     | 3:14         |
| 9.                  | «Just One of Those Things» |                     | 3:53         |
| 10.                 | «I Get a Kick Out of You»  |                     | 4:21         |
| 11.                 | «All of You»               |                     | 2:18         |
| 12.                 | «Anything Goes»            |                     | 2:51         |
| 13.                 | «At Long Last Love»        |                     | 2:27         |
| 14.                 | «C’est magnifique»         |                     | 2:32         |
| 15.                 | «Without Love»             | Элла Фицджеральд    | 2:46         |
| Общая длительность: | Общая длительность:        | Общая длительность: | 24:22        |

## Участники записи
- Элла Фицджеральд — вокал.
- Нельсон Риддл — аранжировки, дирижирование.
- Джеки Дэвис — электроорган.
- Луи Беллсон — барабаны.
- Пол Смит — фортепиано.
- Джон Херд — контрабас.
- Боб Трикарико, Дон Крайстлиб — фагот.
- Малон Кларк, Билл Грин — кларнет.
- Гарри Кли, Уилбур Шварц — флейта.
- Ральф Грассо — гитара.
- Гордон Шонберг, Норман Бенно — гобой.
- Билл Ватроус, Кристофер Риддл, Дик Ноель, Джей Джей Джонсон, Эл Ааронс, Кэрролл Льюис, Чарльз Тёрнер, Шорти Шерок — тромбон.